# Corba signe i comercial

La corba signe i comercial.

En matemàtiques, la signe i comercial és una corba plana quàrtica donada per l'equació:
{\displaystyle \ (y^{2}-x^{2})(x-1)(2x-3)=4(x^{2}+y^{2}-2x)^{2}.}
És una corba algebraica de gènere zero, amb tres punts dobles ordinaris, tots en el pla real.